# MBB Bo 105
Messerschmitt-Bölkow-Blohm Bo 105 je lahki dvomotorni večnamenski helikopter, ki ga je razvilo nemško podjetje  Bölkow. Pozneje se Bolkow združil v Messerschmitt-Bölkow-Blohm (MBB). MBB se je leta 1991 združil v Eurocopter (zdaj Airbus Helicopters). 
Novost na Bo 105 je "hingeless" glavni rotor. Poganjata ga dva turbogredna motorja Allison Model 250.
Helikopter so sprva proizvajali v Nemčiji in Kanadi. Zaradi velikega povpraševanja so odprli tudi linije v Španijji, Indoneziji in Filipinih. Skupaj za zgradili čez 1500 helikopterjev, proizvodnja se je končala leta 2001. Njegov naslednik je Eurocopter EC135. 
Bo 105 je sposoben določenih akrobatskih manevrov.

## Specifikacije (Bo 105CB)
Podatki iz Jane's All the World's Aircraft 1988-89 
Splošne karakteristike
- Posadka: 1 ali 2 pilota
- Število sedežev: 4
- Dolžina: 11,86 m (38 ft 11 in)
- Premer rotorja: 9,84 m (32 ft 3½ in)
- Višina: 3,00 m (9 ft 10 in)
- Površina rotorjev: 76,05 m² (818,6 ft²)
- Aeroprofil: NACA 23012
- Teža praznega letala: 1276 kg (2813 lb)
- Maks. vzletna teža: 2500 kg (5511 lb)
- Pogon letala: 2 ×  turbogredni motor Allison 250-C20B, 313 kW (420 KM)  vsak

 Zmogljivost 
- Neprekoračljiva hitrost: 270 km/h (145 vozlov, 167 mph)
- Maks. hitrost: 242 km/h (131 vozlov, 150 mph)
- Potovalna hitrost: 204 km/h (110 vozlov, 127 mph)
- Doseg: 575 km (310 nm, 357 mi)
- Največji doseg: 1112 km (600 nm, 691 milj)
- Višina leta: 5180 m (17000 ft)
- Hitrost vzpenjanja: 8 m/s (1575 ft/min)

Oborožitev

- Izstrelki: 6x Euromissile HOT (Bo 105 P) ali 8x BGM-71 TOW